# Lütje Hörn

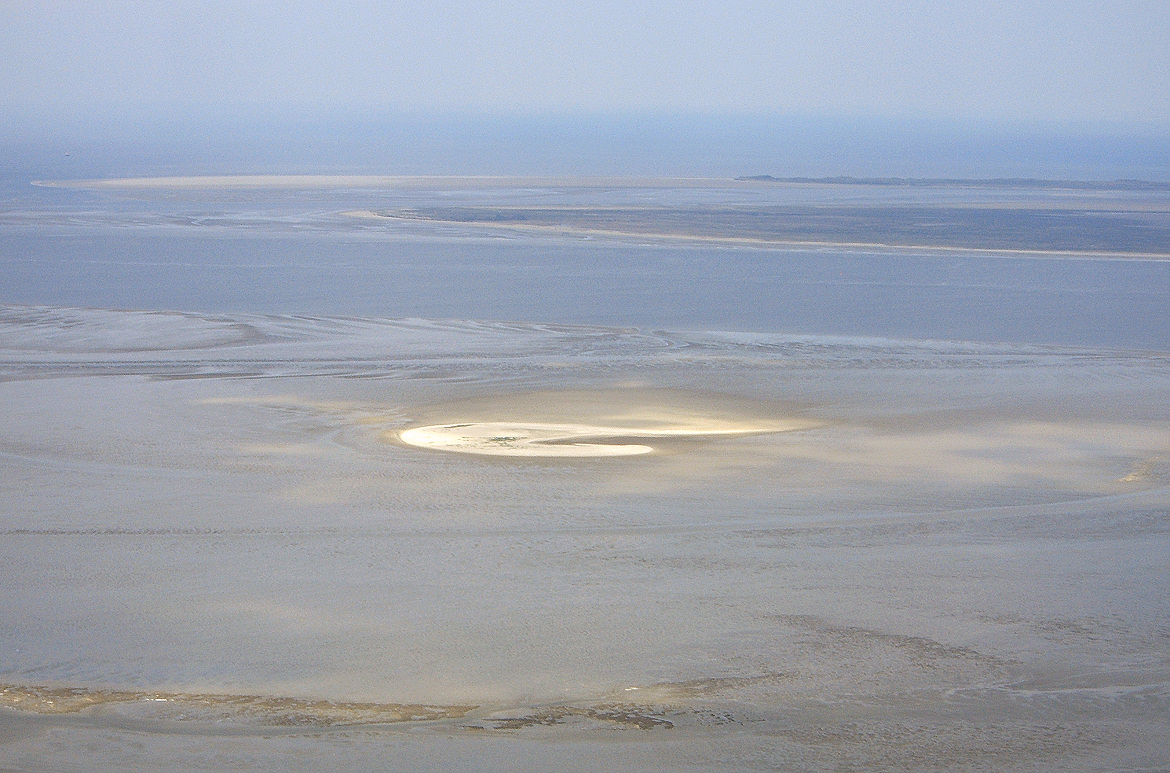
Lütje Hörn 2008

Lütje Hörn este una dintre Insulele frizone orientale în Marea Nordului și aparține de landul Saxonia Inferioară, Germania.